# Clio-Gletscher
Der Clio-Gletscher ist ein 1,5 km langer Gletscher im ostantarktischen Viktorialand. In der Olympus Range fließt er von der Ostflanke des Eurus Ridge in nordöstlicher Richtung.
Das New Zealand Geographic Board benannte ihn 1998 nach der Muse Clio aus der griechischen Mythologie.